# نهر تومين
نهر تومين ويسمى أيضاً نهر تومان (لفظ كوري: ‎[tumanɡaŋ]‏ ويسمى «دومان» في كوريا الجنوبية) هو نهر بطول 521 كم يحد بين كل من الصين، وكوريا الشمالية، وروسيا. ينبع النهر من جبل بايكتو ويصب في البحر الشرقي (بحر اليابان).

## لمحة عامة
يجري النهر في الشمال الشرقي من آسيا بين حدود الصين وكوريا الشمالية في أغلبه، ويحد بين روسيا وكوريا الشمالية عند آخر 17 كم قبل أن يصب في البحر الشرقي (بحر اليابان). يشكل النهر أغلب الحد الجنوبي لمقاطعة جيلين في شمال شرق الصين، ويشكل الحد الشمالي لمقاطعة هامغيونغ الشمالية ومقاطعة ريانغانغ.
يشتق اسم النهر من الكلمة المغولية «تومين» والتي تعني «عشرة آلاف» أو عدد ضخم. النهر ملوث بشكل كبير بسبب وجود المصانع الكورية الشمالية والصينية بالقرب منه، وعلى الرغم من ذلك يظل النهر أحد عوامل الجذب للمنطقة. على الجانب الصيني في مدينة تومين توجد متنزهات تمكن زوارها من التحديق في الجانب الكوري من النهر. الاسم الروسي للنهر هو «تومانايا» والذي يعني «الضبابي».
في 1938 بنى اليابانيون جسر نهر تومين في منطقة التقاء نهر تشوان بنهر تومين، بين قريتي وونجونغ (هُنتشُن) وتشوانهي. تقع عدة مدن مهمة على النهر وهي هويريونغ وأونسونغ في كوريا الشمالية، ومدن تومين ونانبينغ (南坪镇 / 和龙市) في الصين. في 1995 وقعت كل من جمهورية الصين، ومنغوليا، وروسيا، وكوريا الجنوبية ثلاث اتفاقيات لإنشاء منطقة تطوير نهر تومين.

## معرض صور

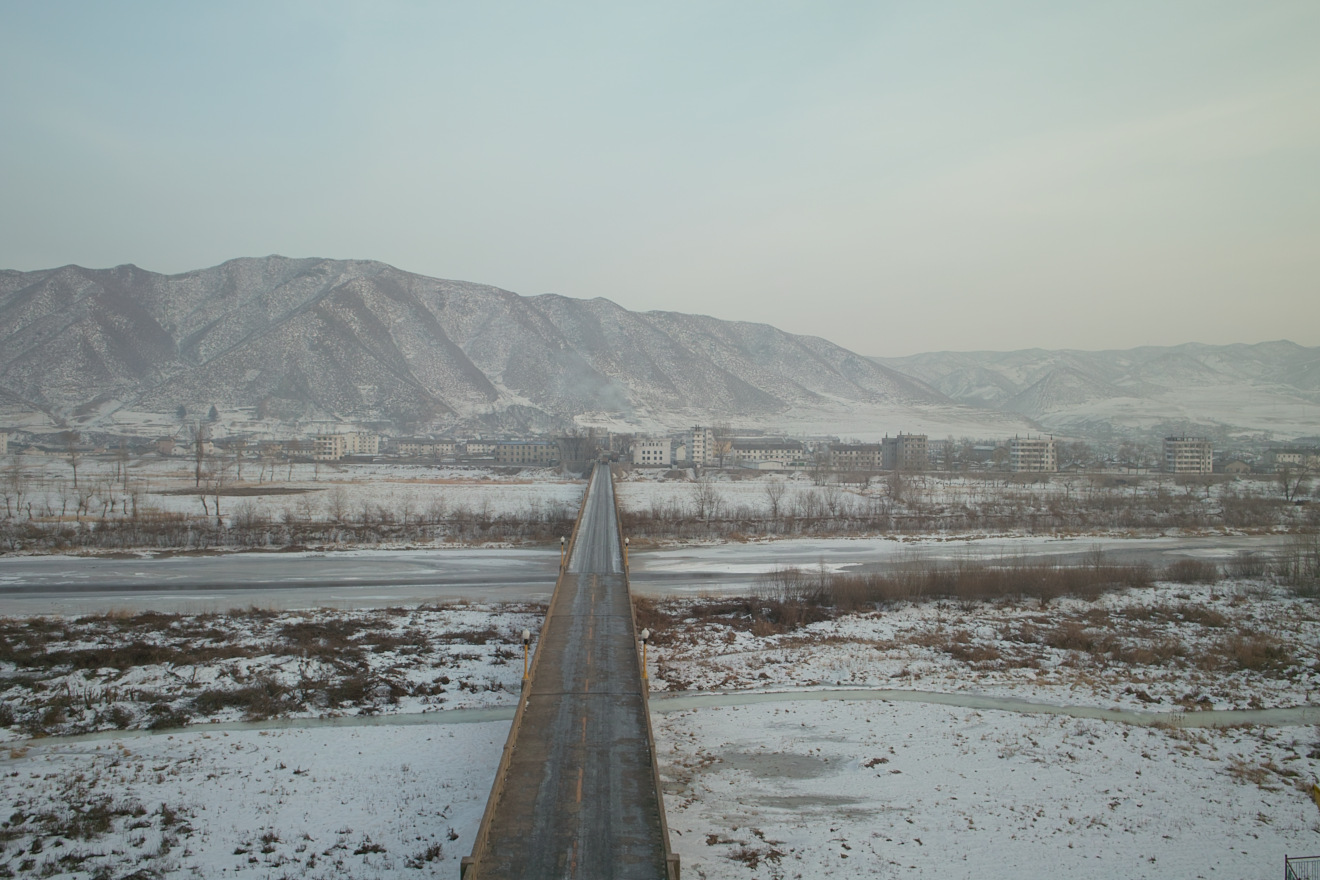
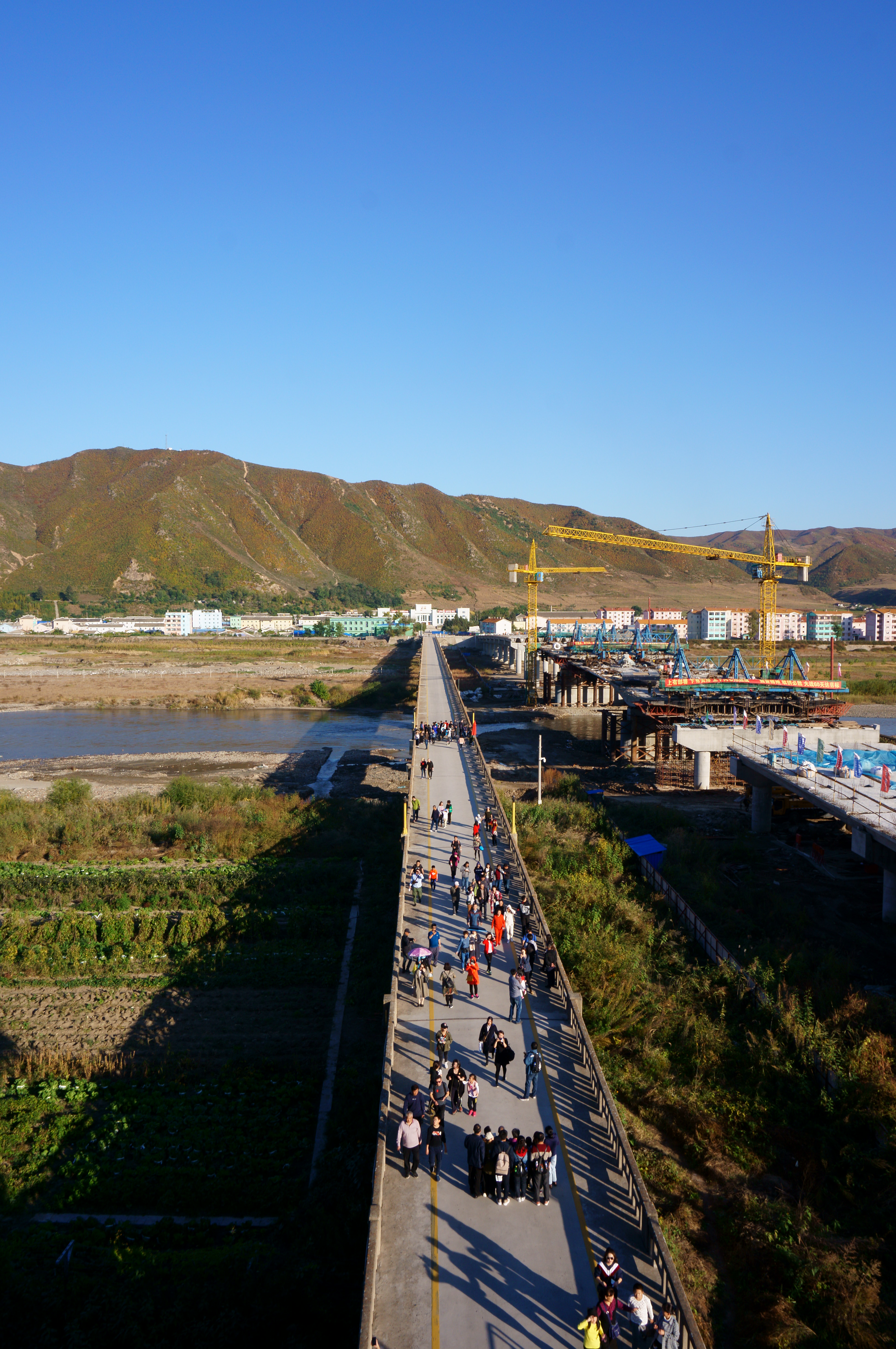
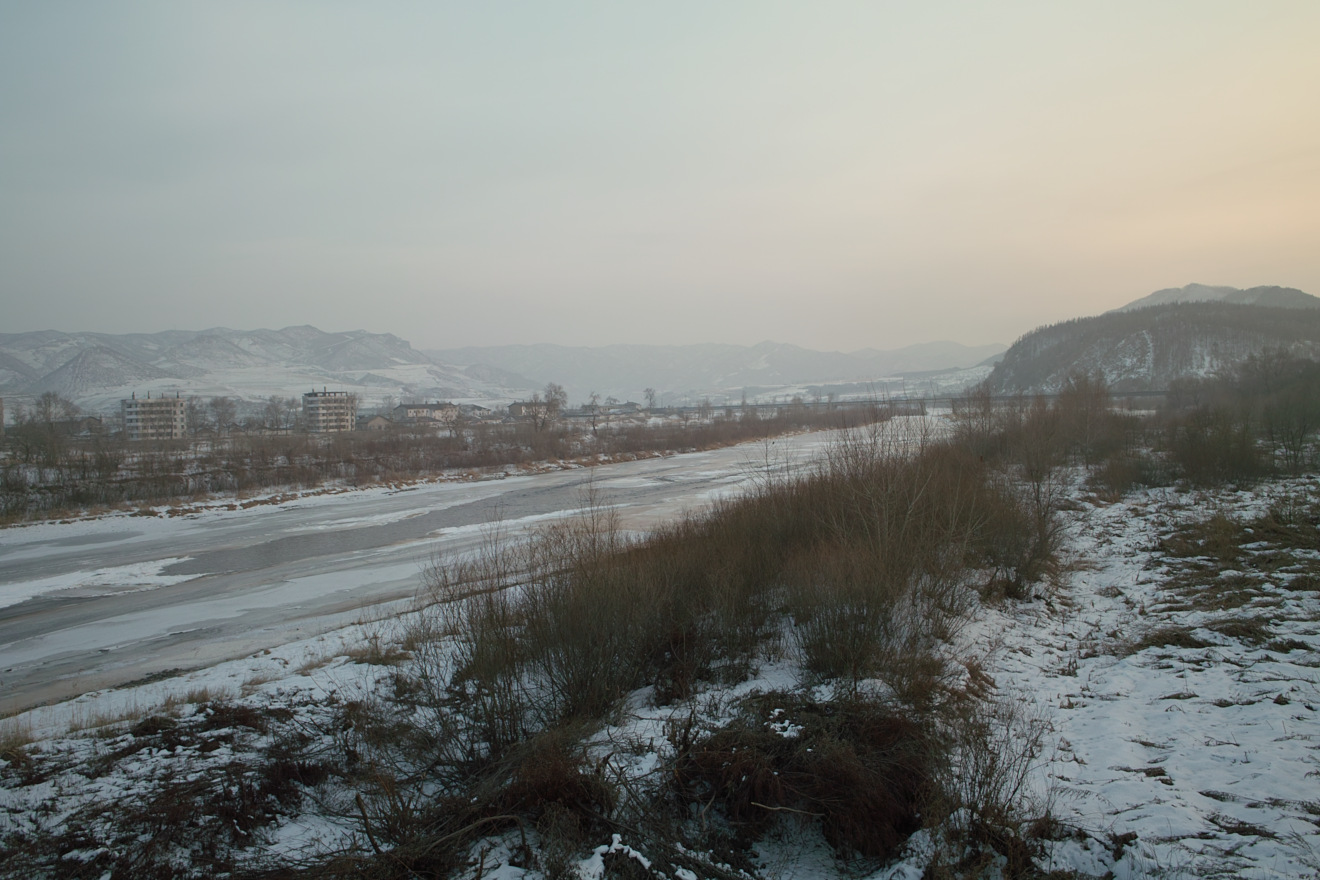